# Rävsjön, Blekinge
Rävsjön är en sjö i Karlskrona kommun i Blekinge och ingår i Lyckebyåns huvudavrinningsområde. Sjön är 12,9 meter djup, har en yta på 0,191 kvadratkilometer och befinner sig 63,4 meter över havet. Sjön avvattnas av vattendraget Lyckebyån.

## Delavrinningsområde
Rävsjön ingår i det delavrinningsområde (623826-149452) som SMHI kallar för Ovan 623880-149480. Medelhöjden är 73 meter över havet och ytan är 1,3 kvadratkilometer. Räknas de 42 avrinningsområdena uppströms in blir den ackumulerade arean 733,58 kvadratkilometer. Avrinningsområdets utflöde Lyckebyån mynnar i havet. Avrinningsområdet består mestadels av skog (85 %). Avrinningsområdet har 0,19 kvadratkilometer vattenytor vilket ger det en sjöprocent på 14,7 %.